# Open Mike Eagle
Michael W. II Eagle (14 novembre 1980) è un cantante statunitense.
È conosciuto con il nome d'arte di Open Mike Eagle.

## Discografia

### Studio albums

#### Solo
- Unapologetic Art Rap (Mush Records, 2010)
- Rappers Will Die of Natural Causes (Hellfyre Club, 2011)
- 4nml Hsptl (Fake Four Inc., 2012) (produced by Awkward)
- Dark Comedy (Mello Music Group, 2014)
- Hella Personal Film Festival (Mello Music Group, 2016) (produced by Paul White)
- Brick Body Kids Still Daydream (Mello Music Group, 2017)
- Anime, Trauma and Divorce (Auto Reverse Records, 2020)
- Component System with the Auto Reverse (Auto Reverse Records, 2022)
- Another Triumph of Ghetto Engineering (Auto Reverse Records, 2023)
- Neighborhood Gods Unlimited (Auto Reverse Records, 2025)

#### Collaborations
- Testing the Waters (Bell Rang Records, 2008) (with Dumbfoundead and Psychosiz, as Thirsty Fish)
- Watergate (Mush Records, 2011) (with Dumbfoundead and Psychosiz, as Thirsty Fish)
- Time and Materials (Mello Music Group, 2015) (with Serengeti, as Cavanaugh)
- Service Merchandise (Merge Records, 2024) (with Video Dave and Still Rift, as Previous Industries)